# Viện Nghiên cứu Hòa bình Quốc tế Stockholm

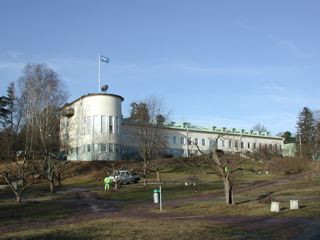
Trụ sở trung ương của SIPRI tại Solna

Viện Nghiên cứu Hòa bình Quốc tế Stockholm (SIPRI, Stockholm International Peace Research Institute) là một tổ chức nghiên cứu khoa học về các vấn đề xung đột và hợp tác trong bối cảnh phát triển toàn cầu về hòa bình và an ninh.
SIPRI được chính phủ Thụy Điển thành lập vào năm 1966. Viện được đặt tại Solna và có khoảng 50-60 nhân viên . Một nửa chi phí của viện sẽ do chính phủ Thụy Điển cung cấp.
Viện được biết đến với các báo cáo hàng năm về chi tiêu vũ khí quốc tế. Các nghiên cứu của họ về sức mạnh vũ khí là con số cơ sở cho các cuộc đàm phán cắt giảm vũ khí giữa phương Đông và Tây được tất cả các quốc gia tham gia công nhận. Viện Nghiên cứu Hòa bình Stockholm xuất bản các báo cáo hàng năm và các tài liệu đặc biệt để tạo cơ sở giải quyết các thách thức khác nhau của việc  toàn cầu hóa ngày nay.
Năm 1982, viện được trao giải thưởng Giáo dục Hòa bình của UNESCO.